# 3 of a Kind (nhóm nhạc)
3 of a Kind là một ban nhạc 2-step garage của Anh, nổi tiếng nhất với đĩa đơn ăn khách số một năm 2004, "Baby Cakes". Các thành viên của nhóm nhạc là Liana Caruana (hay còn gọi là Miz Tipzta), Nicholas Gallante (còn gọi là Devine MC) và Marc Portelli (hay còn gọi là Marky P), người đã thu âm "Baby Cakes" vào ngày họ gặp nhau.

## Sự nghiệp

### 2004: "Baby Cakes"
"Baby Cakes" đã thẳng tiến đến vị trí số 1 trên Bảng xếp hạng Đĩa đơn của Vương quốc Anh, và có được vị trí thứ 3 trên Bảng xếp hạng Đĩa đơn Ireland. Bài hát cũng leo lên bảng xếp hạng Eurochart Hot 100 và đứng ở vị trí số 91. Bài hát cũng được xếp hạng ở Bỉ, Pháp, Hà Lan và Thụy Điển. 3 of a Kind chưa bao giờ phát hành phần tiếp theo cho "Baby Cakes", khiến bài hát trở thành One-hit wonder ở Anh. Một ca khúc tiếp theo tiềm năng được lên kế hoach của nhóm, "Wink One Eye", đã được lên kế hoạch để trở thành đĩa đơn thứ hai, nhưng đã bị loại khỏi danh sách phát hành mới và không bao giờ được lên lịch lại.

### 2014-nay
Nicholas Gallante xuất hiện trên Never Mind the Buzzcocks vào tháng 11 năm 2014, như một phần của vòng "Identity Parade" và có thông tin tiết lộ rằng anh hiện là một người lập kế hoạch cho chương trình.

## Danh sách đĩa nhạc

### Đĩa đơn
| Năm  | Tiêu đề      | Vị trí cao nhất trên bảng xếp hạng | Vị trí cao nhất trên bảng xếp hạng | Vị trí cao nhất trên bảng xếp hạng | Vị trí cao nhất trên bảng xếp hạng | Vị trí cao nhất trên bảng xếp hạng | Vị trí cao nhất trên bảng xếp hạng | Album                  |
| Năm  | Tiêu đề      | UK                                 | BEL (Vl)                           | FRA                                | IRE                                | NL                                 | SWE                                | Album                  |
| ---- | ------------ | ---------------------------------- | ---------------------------------- | ---------------------------------- | ---------------------------------- | ---------------------------------- | ---------------------------------- | ---------------------- |
| 2004 | "Baby Cakes" | 1                                  | 44                                 | 31                                 | 3                                  | 67                                 | 48                                 | Đĩa đơn không có album |